# Байбачий

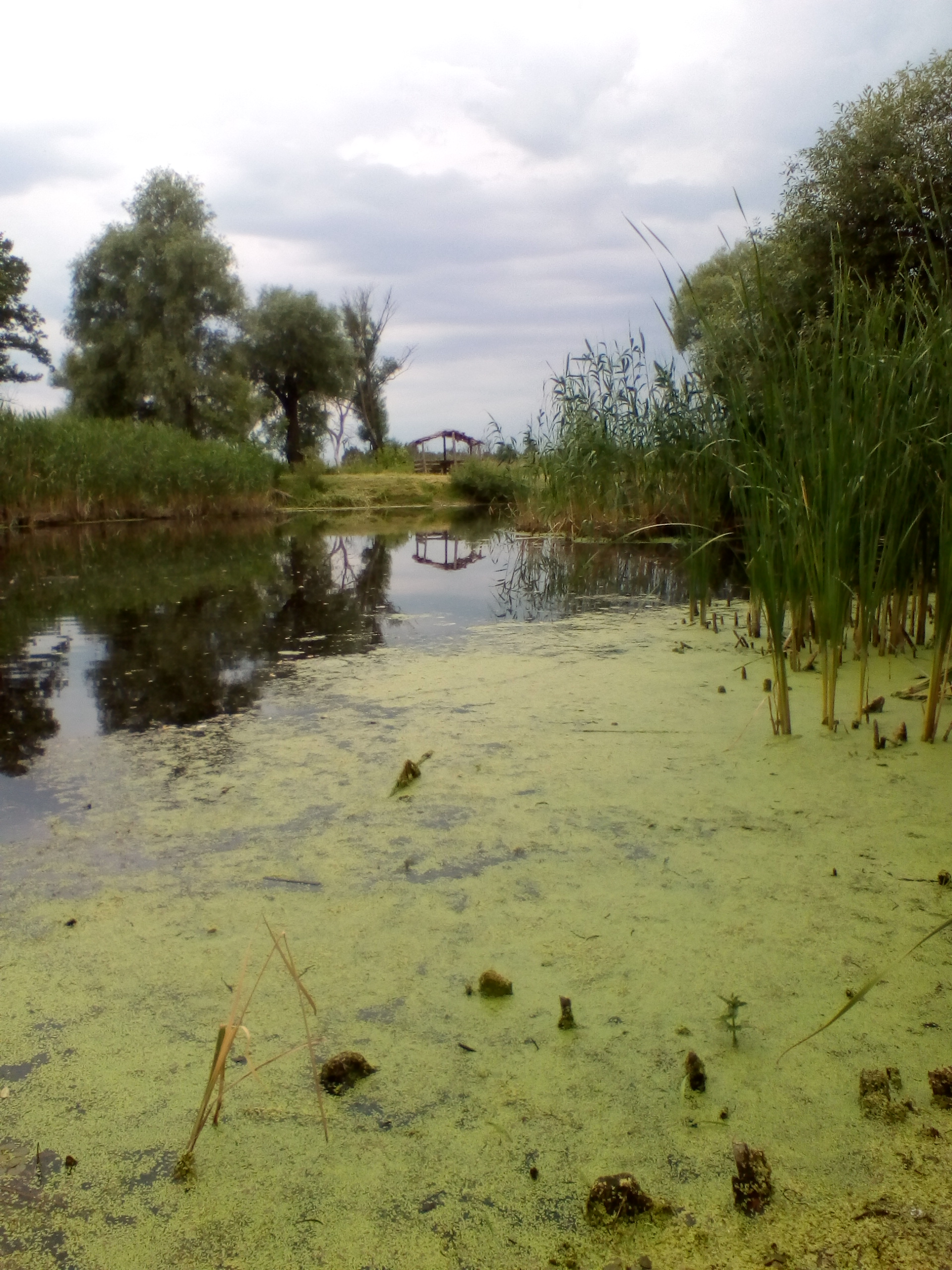
«Байбачий» заказник

Загальнозоологічний заказник місцевого значення «Байбачий» — один з об'єктів природно-заповідного фонду Сумської області

## Розташування
Знаходиться в Роменському районі Сумської області на території Коржівської сільської ради, за сто метрів від села Піски, за сім кілометрів від міста Ромни. Територія входить до земель СЗАТ «Україна».

## Загальна характеристика
Площа 9,6 га заповідних угідь належить Коржівській сільській раді Роменського району Сумської області. Унікальність заказника у наявності великої кількості байбаків, які заселяють територію. Місцеві жителі називають територію «Роменське сафарі». Саме байбаки визначили назву заповідної території. Місце заказника затишне — глибока балка, недалеко знаходиться річка Сула. Там живуть близько 45 видів тварин. З них дванадцять видів занесено до обласного Червоного списку. Знаходиться чотирнадцять видів лікарських рослин. На території дозволяється косити сіно, випасати велику рогату худобу. Ступінь цінності об'єкта — регіональна. Для заказника розроблено спеціальне положення, де визначено режим охорони та дозвільна система.
У Сумській області на сотні різних заповідних територій припадає тільки 19 спеціалізованих зоологічних. Байба́к (Marmota bobak), він же земляна білка, поширений (окрім нашої області) тільки у двох областях — Луганській та Харківській.
Байбаки викликають цікавість у жителів краю. Досліджено, що тварини із заказника вагою можуть сягати більше 10 кілограмів. Довжина тіла — 40-60 см. Ноги у них короткі, вуха дуже маленькі, хвіст недовгий, досить пухнастий, забарвлення сірувато-жовте, бурувате.
Байбаки в заказнику пристосовані до життя у норах, їхні передні лапи мають витягнуті кігті. Тварини в заказнику живуть навіть на ріллі, яку щороку розорюють та засівають. Земляні сурки ведуть денний спосіб життя. Тварини намагаються бути обережними, близько до себе не підпускають. Водночас байбаки дуже допитливі. Нори вони риють на сухих схилах. Байбаки виводять малят у гніздах У норах ховаються від ворогів і відпочивають. Харчуються байбаки — насінням, травою. Весною викопують корені, восени їдять полин. Залягають у сплячку у вересні, а прокидаються у кінці березня. Сурчиха виводить чотири-шість малят приводить на початку травня. Через місяць вони виходять із нори. Небезпеку для байбаків створюють великі хижі птахи, вовки та лисиці.
Тепер можна поговорити про сам заказник. Його площа невелика — 9,6га. Місце затишне — глибока балка, недалеко р. Сула. Тут мешкає близько 45 видів тварин. 12 видів занесено до обласного Червоного списку. Трапляються лікарські рослини (14 видів). На цій території дозволяється сінокосіння, випасання великої рогатої худоби, що науково обґрунтовано й визначено навіть доцільним. Ступінь цінності об'єкта — регіональна. Для заказника навіть розроблено спеціальне положення, у якому вказано режим охорони та дозвільна система. Уже кілька років тут проводяться науково-дослідні, проектно-вишукувальні, освітньо-виховні заходи.
Так завдяки утвореному заказнику земляні білки знову зайняли свою природну екологічну нішу. Будемо сподіватися, назавжди.

## Історія
Заказник офіційно визнаний заповідною територією в 2001 році.
Метою утворення зоологічного заказника «Байбачий» було збереження зникаючих тварин та їхніх місць поширення. Адже у семидесяті роки байбаки були зникли з території, де вони були аборигенами. І тільки у липні 1987 року степовий сурок повернувся на свою батьківщину.
Із далеких степів Луганщини завезли партію з 50 байбаків. Було важливо вибрати правильне місце випуску байбаків. Охорона
і проведені біотехнічні заходи дали результати і тварини прижилися. Цікаво, що вони поступово розселяються на південь по долині р. Сули. Їх можна бачити за 10-15 кілометрів від заповідної території. Отже, заказник «Байбачий» виконує своє призначення на всі 100 %.
Програмою «Збереження біологічного різноманіття, відтворення біологічних ресурсів та розвитку природно-заповідного фонду в Сумській області на перспективу до 2015 року» було заплановано збільшення площі заповідних територій області до 11-12 %.